# كين أير
كين أير (بالإنجليزية: Ken Eyre)‏ هو لاعب دوري الرغبي بريطاني، ولد في 11 نوفمبر 1941، وتوفي في 6 سبتمبر 2018.